# Constantin Film
«Constantin Film AG» — немецкая кинокомпания, одна из крупнейших немецких кинопроизводственных компаний и дистрибьюторов, основанных после Второй мировой войны.

## История

### Основание, «старый» Constantin Film
«Constantin Film Distribution GmbH» была основана 1 апреля 1950 года во Франкфурте-на-Майне, ФРГ кинопродюсерами Вальдфридом Бартелем (ФРГ) и Пребеном Филипсеном (Дания). Название компании было взято в честь отца Пребена Филипсена, Констанитина, который также был кинопродюсером. В 1955 году Филипсен ушёл из компании. Бартель управлял компанией до 1960 года, после ухода Филипсена ему помогала его жена Ингеборг. В 1957 году компания сменила Франкфурт-на-Майне на Мюнхен. С 1959 по 1963 год заместителем директора и руководителя производства был Герхард Хуммель, который имел большое влияние. В 1963 году компанией стал управлять однофамилец Вальдфрида Бартеля, доктор Манфред Бартель.
21 декабря 1964 года компания была переименована в «Constantin Film GmbH». 1 июля 1965 года Манфред Бартель продаёт 60 % акций Constantin Film компании «Bertelsmann». Содиректором компании стал Герберт Шмидт. Из-за надвигавшегося кризиса кинопроизводства, в 1970 году «Bertelsmann» продала свои акции Бартелю, из-за чего у последнего возникли финансовые затруднения. В 1975 году он продал Хельмуту Гирзе 50 % акций, а через год, в 1976 году — остальные 50 %. В октябре 1977 года в окружном суде Мюнхена началась регистрация банкротства «Constantin Film GmbH».

### Новое начало
В 1978 году Бернд Айхингер купил бо́льшую часть имущества банкрота «Constantin Film GmbH» и в 1979 году стал акционером и управляющим директором «Neue Constantin Film GmbH». В 1983 году «Neue Constantin Film Gmbh» становится не только дистрибьютором, но и кинопроизводственной компанией. В 1986 году «Kirch-Gruppe» стала акционером компании, а в 1992 году стала основным акционером австрийского подразделения «Neue Constantin Film GmbH». В 2002 году она передала свою долю прежним владельцам, австрийскому фонду, который с тех пор называется «Constantin Österreich». В 1999 году компания переименована в «Constantin Film AG» и стала котироваться на фондовом рынке.
В мае 2002 года швейцарский медиа-холдинг «Highlight Communications AG» приобрёл около 23 % акций «Constantin Film AG», впоследствии число акций у медиа-холдинга увеличилось до 41 %. В январе 2006 года «Highlight Communications» приобрела пакет акций Бернда Айхингера, тем самым увеличив свою долю до 90 %. 21 апреля 2009 года «Highlight Communications» полностью поглотила «Constantin Film AG».

## Продукция
- За пригоршню долларов (1964)
- На несколько долларов больше (1965)
- Хороший, плохой, злой (1966)
- Лодка (1981)
- Бесконечная история (1984)
- Имя розы (1986)
- Дом духов (1993)
- Фантастическая четвёрка (1994)
- Снежное чувство Смиллы[нем.] (1997)
- Дьявол и госпожа Д (1999)
- Обитель зла (2002)
- Космический дозор. Эпизод 1 (2004)
- Бункер (2004)
- Пиджак (2004)
- Парфюмер: История одного убийцы (2006)
- Эксперимент 2: Волна (2008)
- Пандорум (2009)
- Деревенские Крокодилы (2009)
- Обитель зла в 3D: Жизнь после смерти (2010)
- Деревенские Крокодилы 2 (2010)
- Вкус ночи (2010)
- Союз зверей (2010)
- Деревенские Крокодилы 3 (2011)
- Обитель зла: Возмездие (2012)
- Орудия смерти: Город костей (2013)
- Восточный ветер[нем.]* (2013)
- Зачётный препод (2013)
- Помпеи (2014)
- Он снова здесь (2015)
- Зачётный препод 2 (2015)
- Обитель зла: Последняя глава (2017)
- Обитель зла: Раккун-Сити (2021)
- Три мушкетёра: Д’Артаньян (2023)
- Три мушкетёра: Миледи (2023)